# Jessica Clark (Schauspielerin)
Jessica Clark (* 5. August) ist eine britische Schauspielerin.

## Werdegang
Clark ist die Tochter der Schauspielerin Lynne Miller und des Fotografen Nobby Clark. Sie studierte Schauspiel an der University of Hull. Nach ihrem Abschluss spielte sie in diversen kleineren TV- und Theaterproduktionen mit, bevor sie 2016 die Rolle der Liselotte von der Pfalz ab der zweiten Staffel der Fernsehserie Versailles erhielt. Nach Einstellung der Serie 2018 übernahm sie eine Gastrolle in der BBC-Serie Call the Midwife sowie Darbietungen in verschiedenen Theaterproduktionen.
Jessica Clark ist nicht zu verwechseln mit der gleichnamigen britischen Schauspielerin Jessica Clark (* 1985).

## Filmografie (Auswahl)
- 2009: Jump!
- 2009: Broadside
- 2016–2018: Versailles (19 Folgen)
- 2020: Der Doktor und das liebe Vieh (2 Folgen)
- 2022: Death in Paradise (1 Folge)